# Luzilândia
Luzilândia is een gemeente in de Braziliaanse deelstaat Piauí. De gemeente telt 25.099 inwoners (schatting 2009).